# Paul Bodin (football)
Pour les articles homonymes, voir Paul Bodin et Bodin.
Paul John Bodin, couramment appelé Paul Bodin, est un footballeur puis entraîneur gallois, né le 13 septembre 1964 à Cardiff, Pays de Galles. Évoluant au poste d'arrière gauche, il est principalement connu pour ses saisons à Cardiff City, Reading, Bath City et Swindon Town (ces deux dernières équipes qu'il a aussi entraînées) ainsi que pour avoir été sélectionné en équipe du Pays de Galles.
Son fils, Billy Bodin, est aussi footballeur professionnel, international gallois.

## Biographie

### Carrière en club
Il dispute 9 matchs en Premier League avec le club de Crystal Palace, sans inscrire de but, et 32 matchs dans ce même championnat avec Swindon Town, inscrivant 7 buts.

### Carrière internationale
Il reçoit 23 sélections en équipe du Pays de Galles entre 1990 et 1994, inscrivant 3 buts.
Il joue son premier match en équipe nationale le 20 mai 1990, en amical contre le Costa Rica (victoire 1-0). Il inscrit son premier but avec le Pays de Galles le 1er mai 1991, lors d'un match amical contre l'Islande à Cardiff (match nul 1-1).
Il inscrit par la suite deux buts rentrant dans le cadre des éliminatoires de l'Euro 1992 : le 16 juin 1991 contre l'Allemagne (défaite 4-1), puis le 13 novembre 1991 face au Luxembourg (victoire 1-0).
Il reçoit sa dernière sélection le 7 septembre 1994, contre l'Albanie, dans le cadre des éliminatoires de l'Euro 1996 (victoire 2-0).

## Palmarès
- Récompenses individuelles :
  - Membre de l'équipe de Second Division : 1990-91
  - Membre de l'équipe de Second Division : 1995-96
  - Joueur de l'année de Swindon Town : 1992-1993

- Cardiff City :
  - Vice-champion de Third Division : 1982-83

- Swindon Town :
  - Vainqueur des play-offs de Second Division : 1990
  - Vainqueur des play-offs de First Division : 1991
  - Champion de Second Division : 1995-96